# Luv und Lee (Fernsehserie)
Luv und Lee ist eine siebenteilige Familienserie des Deutschen Fernsehfunks aus dem Jahr 1990. Regie führte Hans Joachim Hildebrandt, das Drehbuch schrieben Jens-Peter Proll und Rolf Neuparth.
Der Arbeitstitel der Serie lautete „Der Lotse“.
In der Serie stehen die Schwestern Gerit Kling und Anja Kling das erste Mal zusammen vor der Kamera.

## Handlung
Im Mittelpunkt stehen Kapitän Arends und seine Frau Renate, eine Ärztin, sowie die beiden Söhne Holger und Sven. Nach einem langen Törn und dem Heimaturlaub folgt für Werner Arends eine Tauglichkeitsuntersuchung. Dort wird ihm eine Kur verschrieben, die er nach anfänglichen Widerstand dann auch antritt. Danach fasst er den Entschluss abzumustern und Lotse zu werden.

## Hintergrund
Die Serie spielt im Jahr 1990 vor und nach der Währungsunion der Bundesrepublik mit der DDR und zeigt die Umbrüche in der Arbeitswelt rund um den Hafen- und Schifffahrtsbetrieb  in Rostock.
Gedreht wurde u. a. auf der „Cottbus“, einem Semi-Containerschiff vom Typ Meridian II, und auf dem ehemaligen ZDF-Traumschiff Astor (hier als Arkona). Weitere Drehorte waren auf Kuba, in Rostock, aber auch im Fischereihafen von Wustrow auf Fischland.

## Folgenübersicht
1. Vor Anker (ES: 21. August 1991)

2. Steife Brise (ES: 28. August 1991)

3. Auf großer Fahrt (ES: 4. September 1991)

4. Volle Kraft voraus (ES: 11. September 1991)

5. Der Lotse (ES: 18. September 1991)

6. Gegenwind (ES: 25. September 1991)

7. Kurs liegt an (ES: 2. Oktober 1991)